# Koračice
Koračice – wieś w Słowenii, w gminie Sveti Tomaž. 1 stycznia 2018 liczyła 182 mieszkańców.